# Laugardalsvöllur
Laugardalsvöllur es un estadio multiusos ubicado en Reikiavik, Islandia. En él se celebran competiciones de fútbol y atletismo, y es el campo donde la selección de fútbol de Islandia disputa sus encuentros como local. Además, algunos clubes como el Fram Reikiavik también lo utilizan para jugar partidos de liga.

## Historia
El campo se estrenó en 1957 como la principal instalación deportiva de Islandia, con un partido de fútbol frente a Noruega, el 8 de julio de ese año. Sin embargo, no se inauguró oficialmente hasta el 17 de junio de 1959. Al principio contaba sólo con una grada principal, pero en los años 1970 se construyó una nueva, que aumentó el aforo. La Federación de Fútbol de Islandia se convirtió en el propietario de la instalación, y en 2007 trasladó allí su sede principal.
La capacidad oficial en competiciones de la UEFA es de 10 000 personas, aunque puede albergar más de 15 000. La mayor asistencia de público tuvo lugar en 2004, con un amistoso frente a Italia al que acudieron 20.204 espectadores.

## Imágenes

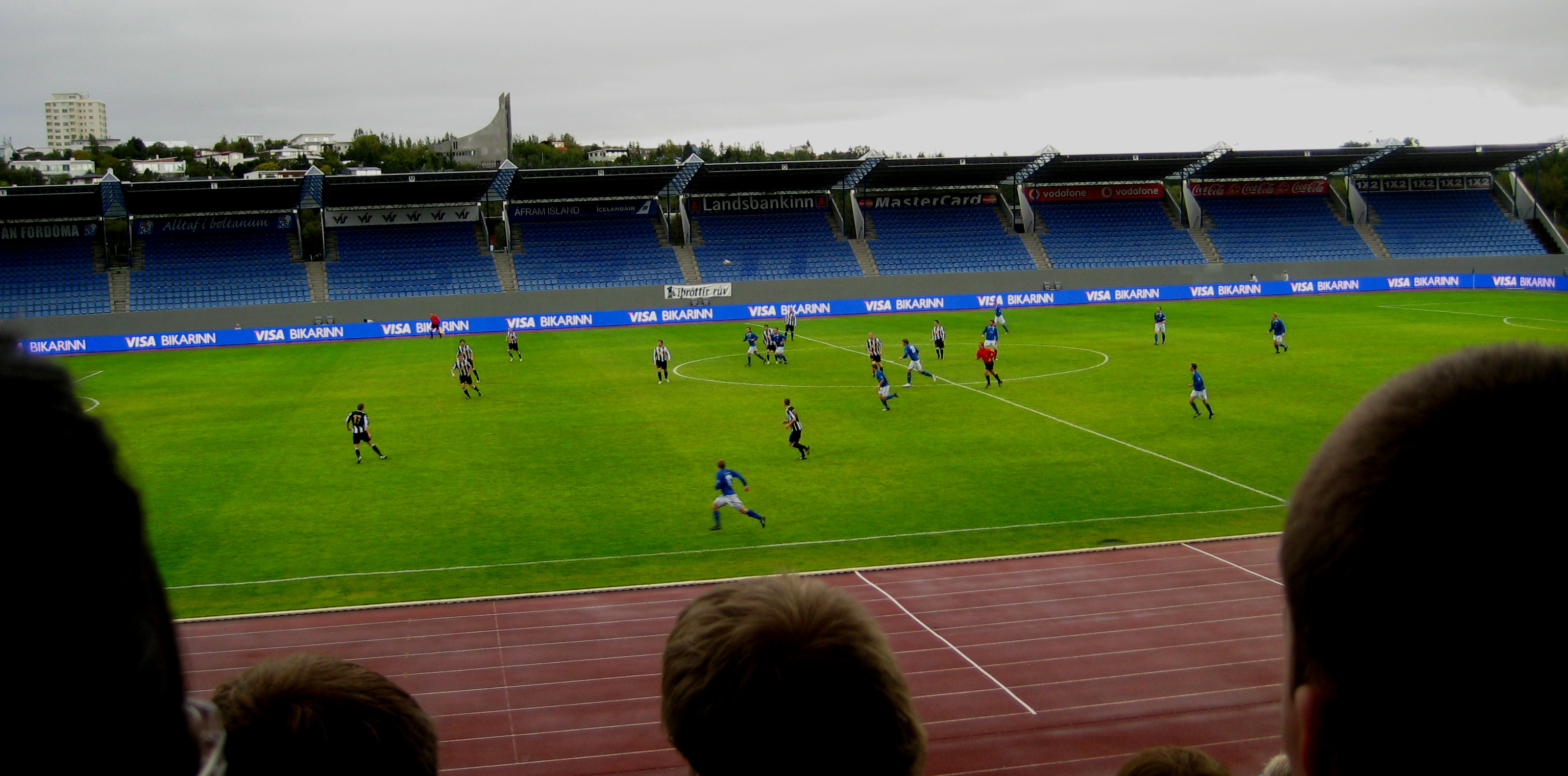
Laugardalsvöllur durante un partido del Fram Reykjavík.
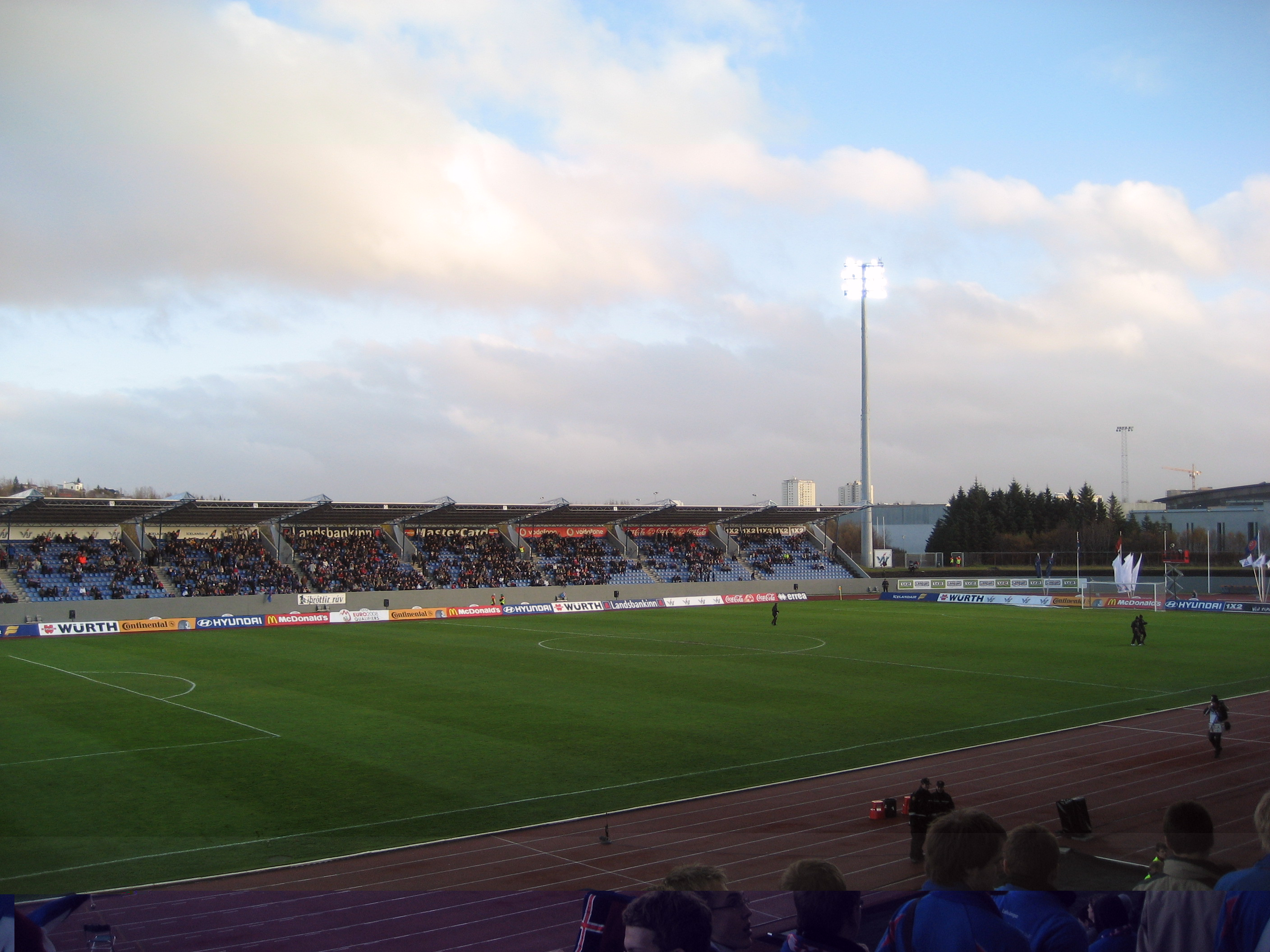
Laugardalsvöllur durante un partido de la clasificación para la Eurocopa 2008.
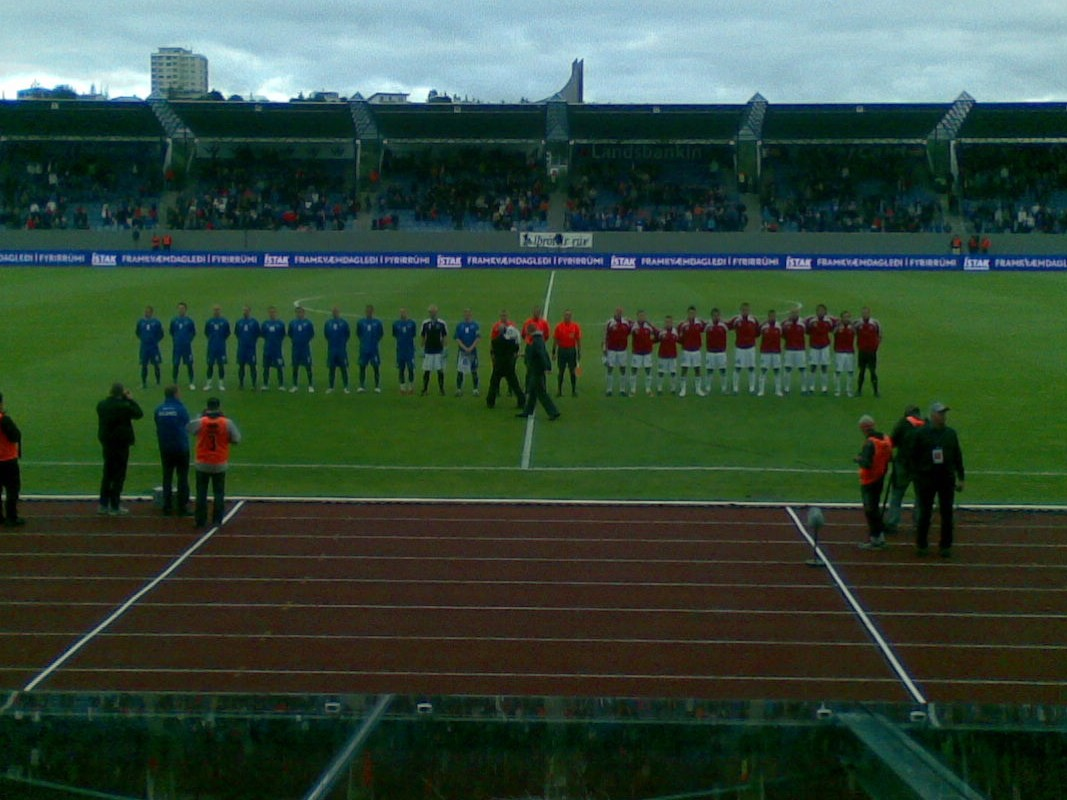
Laugardalsvöllur en un partido Islandia-Eslovaquia de 2009.
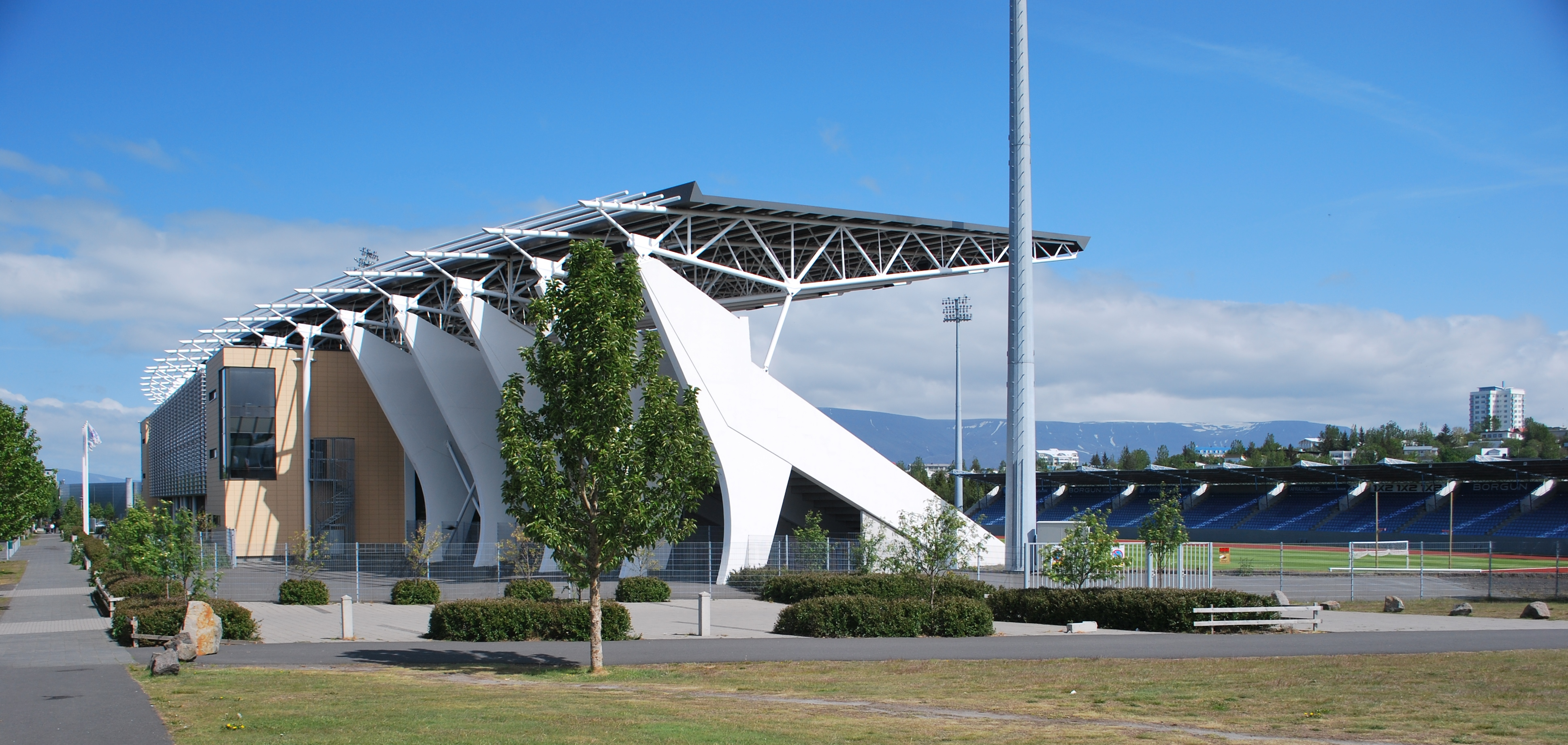
Exterior del estadio.